# Altares
Altares – parafia (freguesia) gminy Angra do Heroísmo. W 2011 miejscowość była zamieszkiwana przez 901 mieszkańców.